# Барашков, Пётр Николаевич
Пётр Николаевич Барашков (5 января 1935 — 12 мая 2022) — советский военный деятель и педагог, кандидат военных наук, профессор, генерал-лейтенант. Начальник Военной академии связи имени С. М. Будённого (1988—1991).

## Биография
Родился 5 января 1935 года в деревне Мервино Руднянского района Западной (ныне — Смоленской) области.
С 1953 года призван в ряды Рабоче-крестьянской Красной армии и с 1953 по 1956 год проходил обучение в Муромском военном училище связи. С 1956 года направлен на службу в Войска связи Министерства обороны СССР. С 1956 по 1962 год проходил службу в различных командных должностях в военных и специальных частях связи, в том числе командовал радиовзводом и радиоротой в отдельном полку связи.
С 1962 по 1967 год обучался на командном факультете Военной академии связи имени С. М. Будённого, которую окончил с отличием. С 1967 по 1971 год служил в составе танковой дивизии в должности командира отдельного батальона связи. С 1971 по 1972 год служил в составе танковой армии в должности командира полка связи. С 1972 по 1973 год — заместитель начальника войск связи общевойсковой армии.
С 1973 по 1975 год обучался в Военной академии Генерального штаба Вооружённых Сил СССР. С 1975 по 1978 год — начальник войск связи общевойсковой армии. С 1978 по 1982 год — начальник войск связи Сибирского военного округа. С 1982 года — на научно-педагогической и руководящей работе в Военной академии связи имени С. М. Будённого: с 1982 по 1983 год — начальник командного факультета, с 1983 по 1988 год — заместитель начальника этой академии по учебной и научной работе. В 1984 году П. Н. Барашков защитил диссертацию на соискание учёной степени кандидата военных наук, а в 1986 году ВАК СССР ему было присвоено учёное звание профессора. С 1988 по 1991 год — начальник Военной академии связи имени С. М. Будённого.
С 1992 года — в запасе.
Умер 12 мая 2022 года. Похоронен на родине: в деревне Мервино Руднянского района Смоленской области.

## Высшие воинские звания
- Генерал-майор (4.05.1981)
- Генерал-лейтенант (17.02.1988)[6]

## Награды
- Орден Трудового Красного Знамени
- Орден Красной Звезды
- Орден «За службу Родине в Вооружённых Силах СССР» III степени[1][2][3]